# Khadga Prasad Oli
Khadga Prasad Sharma Oli  (en nepalí: खड्ग प्रसाद शर्मा ओली; nacido el 23 de febrero de 1952), generalmente conocido como K. P. Oli, es un político nepalí que ha ostentado el cargo de Primer ministro de Nepal en tres ocasiones, desde el 15 de julio de 2024 hasta la actualidad, desde 11 de octubre de 2015 hasta el 4 de agosto de 2016 y desde el 15 de febrero de 2018 hasta el 13 de julio de 2021.Fue el primer primer ministro bajo la nueva Constitución adoptada de Nepal.
Oli fue elegido como el presidente de Partido Comunista de Nepal (Marxista-Leninista Unificado) en julio del 2014.Oli fue elegido dirigente del CPN-UML en la 2.ª Asamblea Constituyente, el 4 de febrero de 2014, derrotando al presidente del partido Jhala Nath Khanal por un voto de 98 a 75.Su ciudad natal es Jhapa, Nepal. Gane el escaño del Jhapa (distrito) 7 en las Elecciones parlamentarias de Nepal del 2013 como candidato del CPN-UML.
Fue el ministro de Vivienda en el gabinete de Manamohan Adhikari de 1994 hasta 1996. Al mismo tiempo fue el Vice primer ministro y ministro de Relaciones Exteriores durante el gobierno interino en el 2006.Fue elegido Primer ministro en un voto parlamentario en octubre del 2015, recibiendo 338 votos a favor de 597 votos emitidos. Su candidatura a Primer ministro fue apoyada por el Partido Comunista Unificado de Nepal, el Partido nepalí Rastriya Prajatantra, y el Foro de Derechos Democrático de Madhesi junto con otros 13 partidos pequeños.

## Carrera política
Comenzó su carrera política en 1966 y estuvo influido por el marxismo-leninismo. Pasó a ser miembro del Partido Comunista de Nepal en febrero de 1970. Su nombre secreto era Sitaram. Estuvo implicado en la política subversiva en oposición al partido-menor Sistema Panchayat en el lugar en aquella época. Debido a sus actividades,  fue arrestado por primera vez en 1970. Un año más tarde fue miembro del Comité del Distrito del partido y luego en jefe del Comité de Organización del Movimiento Jhapa en 1972. Oli fue arrestado y encarcelado por 14 años consecutivos por asesinatos de 1973 hasta 1987. Los asesinatos fueron atribuidos a la "Revolución de Murkatta", en la que terratenientes y opositores políticos fueron decapitados. Después de huir de prisión en 1987,  pasó a ser miembro del comité central del UML como un encargo para la Zona de Lumbini hasta 1990. A continuación, pasó a ocupar el cargo de jefe del departamento extranjero del CPN (UML) en 1992. Oli fue también Presidente Fundador de la Federación de la Juventud Democrática Nacional de Nepal (DNYF).
Posteriormente,  fue miembro del parlamento en la Cámara de Representantes (HOR) en las elecciones por distrito 6 en 1991 y en las elecciones del distrito 2 en 1999. Luego pasó a ser jefe del departamento de publicidad. Nunca cambió su situación política de Nepal, siendo ministro de Vivienda por un corto periodo de 1994 hasta 1995. Después en 2006, fue Vice primer ministro de Nepal durante el gobierno interino. También fue asignado para investigar la muerte de su compañero político Madan Bhandari. De abril del 2006 hasta el 2007, Oli estuvo asignado como el ministro de Asuntos Exteriores. Mientras en el SegundaAsamblea Constituyente de Nepal, Oli ganó el distrito 7 en 2013 como contendiente del CPN-UML. Fue designado como Jefe del Departamento Internacional del CPN-UML.
Oli fue elegido primer ministro en un voto parlamentario el 11 de octubre de 2015. Juró su cargo el 12 de octubre.

## Vida privada
Nació en el distrito de Terhathum, este de Nepal. Residió mayoritariamente en Jhapa durante su vida política. Residió en Balkot Bhaktapur con su familia, pero tras convertirse en Primer ministro en el 2015,  se trasladó a "Baluwatar", residencia oficial (Oficina) del Primer ministro

## Historial electoral
Fue elegido al Pratinidhi Sabha (Cámara de Representantes) de Jhapa en 1991, 1994 y 1999, siendo candidato del CPN-UML. Disputó y ganó dos circupscripciones en las elecciones de 1999 y dejó su escaño del distrito 6. Perdió la Asamblea Constituyente 2008. Sólo la parte superior de los dos candidatos están mostrados abajo.
Elecciones por el distrito 6 de Pratinidhi Sabha (1991)
| Partido | Candidato | Votos | Resultado |
| ------- | --------- | ----- | --------- |
| CPN-UML | K P Oli   | –     | Ganador   |

Elecciones por el distrito 6 de Pratinidhi Sabha (1994)
| Partido         | Candidato               | Votos  | Resultado |
| --------------- | ----------------------- | ------ | --------- |
| CPN-UML         | K P Oli                 | 18.861 | Ganador   |
| Nepalí Congreso | Keshav Kumar Budhathoki | 14.202 | Nominado  |

Elecciones por el distrito 2 de Pratinidhi Sabha (1999)
| Partido         | Candidato             | Votos  | Resultado |
| --------------- | --------------------- | ------ | --------- |
| CPN-UML         | K P Oli               | 18.909 | Ganador   |
| Congreso Nepalí | Giriraj Kumari Prasai | 18.892 | Nominado  |

Elecciones por el distrito 6 de Pratinidhi Sabha (1999)
| Partido         | Candidato          | Votos  | Resultado |
| --------------- | ------------------ | ------ | --------- |
| CPN-UML         | K P Oli            | 23.749 | Ganador   |
| Congreso Nepalí | Kasi Lal Tajpuriya | 19.713 | Nominado  |

Elecciones de la Asamblea Constituyente del distrito 7 (2008)
| Partido                                        | Candidato               | Votos  | Resultado |
| ---------------------------------------------- | ----------------------- | ------ | --------- |
| CPN-UML                                        | K P Oli                 | 14.959 | Nominado  |
| Partido Comunista Unificado de Nepal (Maoísta) | Bishwodip Lingden Limbu | 16.099 | Ganador   |

Elecciones parlamentarias Primer ministro (2015)
| Partido         | Candidato      | Votos | Resultado |
| --------------- | -------------- | ----- | --------- |
| CPN-UML         | K P Oli        | 338   | Ganador   |
| Nepalí Congreso | Sushil Koirala | 249   | Nominado  |